# Devlet Hatun
Devlet Valide Hatun (en turco otomano: دولت خاتون‎, "felicidad") (Kütahya, c.1361 — Bursa, 23 de enero de 1414) fue consorte del sultán Bayezid I y la madre de Mehmed I del Imperio Otomano, volviéndose así la Valide Hatun al ascender al trono.

## Biografía
Devlet Hatun fue la duodécima y última esposa del sultán otomano Bayezid I y la madre del sucesor de Bayezid, Mehmed I. Entró en el harén de Bayazid hasta 1387, ya que alrededor de 1387 dio a luz a un hijo, Mehmed. Aunque el letrero en su tumba dice que Devlet era la hija de un Germiyanid (es decir, Príncipe turco, ella era étnica mente de origen no turco, pero sus orígenes se desconocen y están perdidos en la historias.  
Dado que tanto Devlet Hâtun como Devletşah Hatun, otra consorte de Bayezid, murieron en 1414, con frecuencia se la confunde con Devletşâh Hâtun, la hija de Süleyman de Germiyan. Durante el reinado de su hijo, ostentaba un título igual al título de Valide Sultan que apareció más tarde, otras fuentes mayormente dicen que Devlet no se convirtió en Valide Hatun de Mehmet porque ella murió antes de su victoria que puso fin al interregno.
Devlet Hatun murió el 23 de enero de 1414, aunque otras fuentes dictan que fue en 1422, se desconoce la causa de su fallecimiento y fue enterrada en la tumba de Devlet Hatun en Bursa.